# バンドールワイン
AOCバンドルは、フランス南部はヴァール県のバンドルを中心とした一帯で産出されるプロヴァンスワインである。

## 生産可能地区

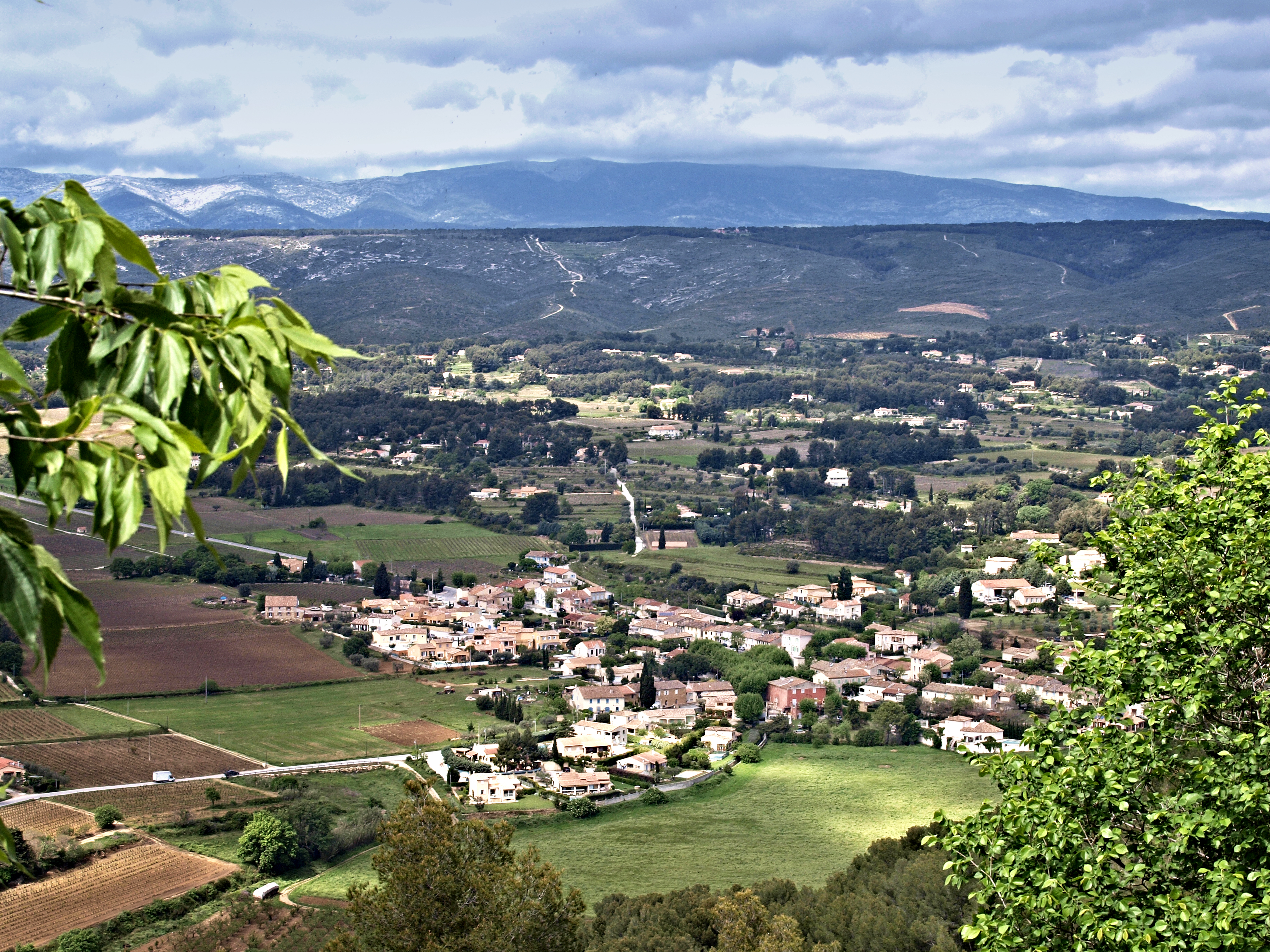

バンドールのブドウ畑は8つのコミューン（自治体）にまたがっている。
- ル・ボセー　(Le Beausset)
- ラ・カディエール・ダジュール　(La Cadière-d'Azur)
- ル・カストレ　(Le Castellet)
- オリウール　(Ollioules)
- サン・シール・スュル・メール　(Saint-Cyr-sur-Mer)　2009年、115の農協と11のワイナリーがあった。
- エヴノス　(Évenos)
- サナリー・シュル・メール　(Sanary-sur-Mer)
- バンドル

## 許可品種
赤ワインの主品種はムールヴェードル、サンソー、グルナッシュ・ノワールである。シラー、カリニャン・ノワールも補助品種として認められている。
ロゼワインの場合、赤ワインの許可品種に加え、さらに補助品種としてクレーレット(Clairette)、ユニ・ブラン、ブールブーランク(Bourboulenc)が加わる。
白ワインの主品種はとしてクレーレット、ユニ・ブラン、ブールブーランクの３つが指定を受けている。補助品種としてソーヴィニヨン、マルサンヌ(Marsanne)、ヴェルメンティーノ(Vermentino)、セミヨンの４つが認められている。